# Biệt đội Hải cẩu Campuchia
Biệt đội Hải cẩu Campuchia hay còn gọi là Lực lượng đột kích SEAL Campuchia (tiếng Anh: Cambodian Navy SEALs) là lực lượng đặc nhiệm hải quân chính của Hải quân Quốc gia Khmer (tiếng Pháp: Marine National Khmère – MNK) trong suốt cuộc nội chiến Campuchia 1970–1975.

## Lịch sử hình thành
Vào giữa năm 1973 Hải quân Quốc gia Khmer bắt đầu xây dựng đơn vị chiến tranh đặc biệt với tên gọi Biệt đội Hải cẩu Campuchia hoặc gọi tắt là Biệt Hải Campuchia. Một nhóm tân binh ban đầu được lấy từ một đơn vị chiến đấu bơi lội hiện có và gửi đến Căn cứ Hải quân Đổ bộ Coronado, San Diego, California ở Hoa Kỳ và Căn cứ Hải quân vịnh Subic ở Philippines để tham gia khóa huấn luyện cơ bản. Các khóa học nhảy dù được tiến hành tại Trung tâm huấn luyện nhảy dù Pochentong, trong khi các hồ bơi ở Sân vận động Olympic tại khu phức hợp thể thao Cércle Sportif ở thủ đô Phnôm Pênh được dùng cho các khóa học lặn.

## Cơ cấu và tố chức
Trụ sở chính đặt tại Căn cứ Hải quân Chrui Chhangwar đối diện Phnôm Pênh, các đơn vị tham chiến vào giữa năm 1974 tổng cộng gồm 90 biệt kích quân được chia theo thông lệ của Biệt đội Hải cẩu Hoa Kỳ thành ba đội đứng đầu bởi Thượng sĩ Hải quân (tiếng Pháp: Premier Maître) Set Chan. Họ được cấu trúc lại như sau: 
- Đội SEAL 1 được bố trí ở Phnôm Pênh, nơi vừa đóng vai trò là Sở chỉ huy (HQ) cho Bộ Tư lệnh Chiến dịch Đổ bộ MNK và huấn luyện cán bộ cho các khóa học cơ bản về SEAL. Ngoài ra còn được giao nhiệm vụ giám sát an ninh của các cơ sở hải quân ở thủ đô Campuchia và tiến hành các hoạt động trấn áp các cuộc nổi loạn dọc theo vùng hạ lưu hành lang sông Mê Kông–Bassac.
- Đội SEAL 2 đồn trú tại Phnôm Pênh, thường xuyên triển khai quân trên hạ lưu sông Mê Kông.
- Đội SEAL 3 có trụ sở tại Ream, được trao trách nhiệm cho các hoạt động xung quanh thành phố cảng Kompong Som và căn cứ hải quân liền kề, và dọc theo bờ biển Campuchia.

## Hoạt động
Biệt đội Hải cẩu Campuchia cung cấp thông tin tình báo có giá trị cho MNK trong khi hoạt động với vai trò đội trinh sát dọc theo bờ sông Mê Kông và là đội quân xung kích trong các chiến dịch tấn công đổ bộ. Đồng thời, họ còn là lực lượng đã cố gắng bảo vệ Căn cứ Hải quân Chrui Chhangwar cho đến những ngày cuối cùng của chiến tranh.

## Vũ khí và trang bị
Vũ khí và trang bị của Biệt đội Hải cẩu Campuchia được phân phát theo tiêu chuẩn cơ bản của Lực lượng Vũ trang Quốc gia Khmer (FANK), chủ yếu là phần bổ sung ban đầu của Mỹ bằng cách đoạt vũ khí của Liên Xô hay Trung Quốc lấy từ kho của đối phương chiếm được trong quá trình hoạt động. 
- Bỉ FN GP35 Súng lục
- Hoa Kỳ Colt.45 M1911 Súng lục
- Hoa Kỳ Smith & Wesson Model 39 Súng lục ổ quay
- Liên Xô TT-33 Súng lục
- Trung Quốc Kiểu 56 Súng trường tấn công
- Trung Quốc Type 56-1 Súng trường tấn công
- Liên Xô AKM Súng trường tấn công
- Hoa Kỳ M16A1 Súng trường tấn công
- Hoa Kỳ CAR-15 Súng carbine tấn công
- Hoa Kỳ Ithaca Mẫu 37 Súng trường kiểu chốt
- Liên Xô RPD Súng máy hạng nhẹ
- Trung Quốc Kiểu 56 LMG Súng máy hạng nhẹ
- Hoa Kỳ M1918A2 BAR Súng máy hạng nhẹ
- Hoa Kỳ M60 Súng máy đa năng
- Liên Xô RPG-2 Súng chống tăng không giật
- Liên Xô RPG-7 Súng chống tăng không giật
- Hoa Kỳ M72 LAW Súng phóng lựu chống tăng
- Hoa Kỳ M79 Súng phóng lựu
- Hoa Kỳ M203 Súng phóng lựu